# Carlos Mozer
Carlos Mozer, född 19 september 1960 i Rio de Janeiro i Brasilien, är en brasiliansk före detta fotbollsspelare.